# Hickory 250 1964
Hickory 250 1964 var ett stockcarlopp ingående i Nascar Grand National Series (nuvarande Nascar Cup Series) som kördes 16 maj 1964 på den 0,4 mile (644 meter) långa ovalbanan Hickory Motor Speedway i Hickory i North Carolina. Totalt avverkades 100 miles (160,934 km) fördelat på 250 varv. Banunderlaget var dirt. Loppet vanns av Ned Jarrett i en Ford på tiden 1:26.38 körande för Bondy Long. Jarretts snitthastighet var 69,364 mph. Han var vid målgång ensam förare på ledarvarvet, ett varv före tvåan David Pearson. Prispotten uppgick till 4 490 dollar, varav 1 150 dollar gick till segraren.

## Resultat
| Plc     | Nr | Förare           | Team/ bilägare       | Konstruktör | Start | Varv | Ledda varv |
| ------- | -- | ---------------- | -------------------- | ----------- | ----- | ---- | ---------- |
| 1       | 11 | Ned Jarrett      | Bondy Long           | Ford        | 2     | 250  | 69         |
| 2       | 6  | David Pearson    | Owens Racing         | Dodge       | 5     | 249  | 179        |
| 3       | 43 | Richard Petty    | Petty Enterprises    | Plymouth    | 9     | 249  | 0          |
| 4       | 45 | LeeRoy Yarbrough | Louis Weathersbee    | Plymouth    | 4     | 248  | 0          |
| 5       | 87 | Buddy Baker      | J.C. Parker          | Dodge       | 7     | 244  | 0          |
| 6       | 4  | Earl Brooks      | Scott Racing         | Chevrolet   | 13    | 230  | 0          |
| 7       | 88 | Neil Castles     | Buck Baker Racing    | Chrysler    | 18    | 229  | 0          |
| 8       | 08 | Elmo Langley     | Henry Woodfield      | Ford        | 12    | 227  | 0          |
| 9       | 34 | Wendell Scott    | Scott Racing         | Ford        | 14    | 223  | 0          |
| 10      | 60 | Doug Cooper      | Bob Cooper           | Ford        | 8     | 217  | 0          |
| 11      | 03 | Buck Baker       | Fox Racing           | Dodge       | 10    | 190  | 0          |
| 12      | 54 | Jimmy Pardue     | Burton-Robinson      | Plymouth    | 3     | 140  | 0          |
| 13      | 21 | Marvin Panch     | Wood Brothers Racing | Ford        | 6     | 108  | 0          |
| 14      | 52 | E.J. Trivette    | Jess Potter          | Chevrolet   | 16    | 65   | 0          |
| 15      | 53 | Don Tilley       | David Warren         | Ford        | 11    | 35   | 0          |
| 16      | 20 | Jack Anderson    | Jack Anderson        | Ford        | 13    | 18   | 0          |
| 17      | 28 | Junior Johnson   | Holman Moody         | Ford        | 1     | 8    | 2          |
| 18      | 86 | Jimmy Helms      | Buck Baker Racing    | Chrysler    | 17    | 2    | 0          |
| Källor: |    |                  |                      |             |       |      |            |